# 彼得·维尔纳
彼得·维尔纳（德語：Peter Werner，1950年2月10日—），德国男子赛艇运动员。他曾代表西德参加奥地利菲拉赫举办的1976年世界赛艇锦标赛，获得男子轻量级八人单桨有舵手金牌。